# 롯데슈퍼
롯데프레시&델리는 롯데쇼핑 슈퍼마켓사업본부가 운영하고 있는 기업형 슈퍼마켓이다. 2020년 9월 30일 기준으로 477개점 (CS유통 포함) 점포를 운영하고 있다.

## 연혁
- 2001년 롯데슈퍼 설립, 서울특별시 동대문구 전농동 SK아파트 상가에 롯데슈퍼 1호점 오픈

- 2009년 마켓999 1호점(신촌점) 오픈, 인터넷 쇼핑몰 'e-super' 오픈, 업계 최초 매출 1조원 돌파

- 비전 2018 선포, 브랜드스톡·중앙일보 주관 "브랜드 스타 - 대형슈퍼 부문 수상"

- 2010년 업계최초 300호점(양산 소주점) 달성, 가맹1호점(아산 용화점) 오픈,

- Forbes 주관 "Forbes 사회공헌대상 - 나눔 봉사 부문" 수상,

- 환경부 주관 "생산자 책임 재활용제도 표창 - 연수점" 수상

- 2011년 제주도 MOU체결 및 상생협력 협약, 지식경제부 주관 "한국유통산업진흥 공로상 - 유통성

- 진화 부문" 수상, 조선일보 주관 "여성소비자가 선정한 품질만족대상 - 대형슈퍼 부문" 수상

- KMAC 주관 "한국의 경영대상 - 이노베이션 리더십" 수상, 대한상의·매일경제 주관

- "한국유통대상 - 프랜차이즈 부문" 수상

- 2012년 롯데슈퍼 중국1호점(상지점) 오픈, 대학생 1천명 무이자 등록금 100억 지원

- 2013년 롯데슈퍼 모바일 앱, 소셜 플랫폼 도입, 로컬푸드점포 100개점 돌파,

- 물픔대금 450억 조기지급제 시행

- 2014년 롯데프레시센터 1호점(서초점) 오픈, 한국산업고객만족도지수(KCSI) 최초 1위

- 2015년 유기농 CSV에 관한 MOU 체결(롯데슈퍼-농림부-친농연), 한국의 경영대상 종합대상 최초수상

- 초록우산어린이재단 결식아동 급식사업 MOU 체결, 행복추진위원회 신설

- 2016년 프리미엄 푸드마켓 1호점(도곡점) 오픈, 롯데프레시센터 지방권 최초(7호, 광주점) 오픈

- 롯데슈퍼와 롯데렌터카 협업 스마트픽 서비스 시행, PB 브랜드 리뉴얼 (5종)

- 2021년 부터  롯데슈퍼 롯데프레시 & 델리로 순차적 리뉴얼중

## 점포

#### 서울권
- 공덕점

- 남현점

- 전농점

- 범서점

- 장안점

- 강남역가맹점

- 남가좌점

- 청천점

- 유진점

- 방화점

- 장위점

- 여의도점

- 봉은사로점

- 상계11점

- 프리미엄문정점

- 원효로점

- 홍길동점

- 공릉점

- 서초국제점

- 정릉점

- 대림점

- 화곡2점

- 역촌점

- 대학로점

- 마포점

- 서초3동점

- 반포2점

- 목동2점

- 쌍문점

- 창천2점

- 잠원점

- 프리미엄도곡점

- 마포대흥점

- 신당점

- 성수점

- 화곡점

- 종로평창점

- 송파점

- 풍납점

- 한남가맹점

- 방배2점

- 홍제2점

- 올림픽점

#### 경기도권
- 안양점

- 정자점

- 신곡점

- 하남미사점

- 일산점

- 광주점

- 고양삼송점

- 중동점

- 시흥은행점

- 부곡점

- 하남감일점

- 내손점

- 운정점

- 의정부점

- 양주옥정2점

- 광주도평점

- 전곡점

- 화성봉담점

- 부천옥길점

- 상록수점

- 철산점

- 남양주호평점

- 용인동천점

- 분당이메점

- 광명점

- 교문점

- 덕정점

- 분당서현점

- 인계점

- 군포송정점

- 녹양점

- 수원망포점

- 고양원흥점

- 고양풍동점

- 동탄청계점

- 평택점

- 탑동점

- 태안점

- 세교점

- 안산점

- 소사점

- 야탑점

- 우만점

- 김포점원점

- 분당점

- 남양주청학점

- 당수점

- 가능역점

- 동탄영천점

- 율전점

- 오남2점

- 수지1점

- 안산고잔점

- 용인남사점

- 시흥장곡점

- 광명소하점

- 수지2점

- 평택비전점

- 송정점

- 구리갈매점

- 수원메탄점

- 파주야당가맹점

#### 인천권
- 신현점

- 연수점

- 인천중산점

- 연수함박점

- 인천청라점

- 인천동암점

- 만수점

- 인천청라2점

- 서창점

- 인하대점

- 인천문학점

- 인천고잔점

- 인천송도점

- 인천청전점

- 신현점

- 인천삼산점

#### 강원권
- 철원점

- 속초점

- 평창진부점

- 원주점

- 태백점

- 강릉연곡가맹점

- 속초조양점

- 영월점

- 강릉포남가맹점

- 단구점

- 속초대포항가맹점

- 동해평릉가맹점

- 원주기업도시점

- 원주점

#### 대구권
- 수성점

- 복현점

- 남산점

- 월성점

- 황금점

- 대구현풍점

- 대구대실점

- 율하점

- 대구각산점

- 칠곡점

#### 충청도권
- 두정2점

- 신부점

- 안면도점

- 아산용화점

- 아산용화2점

- 보령점

- 서산예천점

- 보령동대점

- 탕정점

- 보령명천가맹점

- 아산북수가맹점

- 복대점

- 강서점

- 청주오창가맹점

- 청주가경점

- 율량점

#### 전라도권
- 삼천점

- 전북대점

- 송천점

- 덕진점

- 전주혁신점

- 효자점

- 인후점

- 정읍가맹점

- 익산베산가맹점

- 봉동둔산가맹점

- 이서상폼공급점

- 전주어은점

- 전주법원프레시점

- 군산소룡가맹점

- 부안격포가맹점

- 정읍수성가맹점

- 순천오천점

- 하당점

- 한마음점

#### 대전권
- 중촌점

- 용운점

- 대전둔산점

- 한빛점

- 엑스포점

- 한밭대점

- 대전지족점

- 탄방점

#### 포항권
- 포항점

#### 세종권
- 세종점

- 세종나성점

- 세종고운점

#### 울산권
- 울산메곡점

- 울산무거점

#### 부산권
- 연산점

- 명지점

- 부산남산2점

- 대연점

- 당리점

- 부산문현점

- 부산화명점

- 부산영도점

- 부산신호점

- 부산학장점

- 부산정관점

- 정관방곡점

- 부산남구대연점